# Fobi
Fobi (av grekiska φόβος, fobos, "fruktan, skräck") kallas en stark upplevelse av rädsla, starkt obehag, skräck eller stark äckelkänsla som återkommande infinner sig då en person ställs inför, eller riskerar att ställas inför, ett visst objekt eller en viss situation som personen hyser stark aversion mot. För att betraktas som en fobi måste den negativa känsla som upplevs vid eller inför exponeringen vara orimlig eller överdriven i intensitet. Det handlar alltså t.ex. endera om att personen reagerar med rädsla eller skräck inför ett objekt eller en situation som vanligtvis inte alls eller inte alltid betraktas som farligt, eller att den rädsla, skräck som uppkommer är överdrivet intensiv. Personer som lider av fobi försöker i stor utsträckning undvika vissa situationer på grund av rädslan eller skräcken att stöta på objektet som personen är rädd, hyser obehag eller t.o.m. skräck inför, till exempel att helt avstå från att röra sig i skogen på grund av rädsla för ormar.
Fobier sorteras kliniskt in under ångestsyndrom, som alla karakteriseras av starka ångestupplevelser som orsakar lidande och i något avseende förhindrar ett normalt fungerande. Fobier kan idag oftast behandlas effektivt, bland annat genom kognitiv beteendeterapi.

## Rädsla

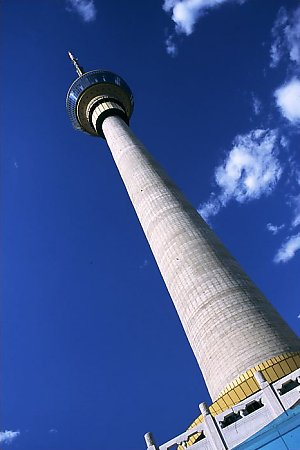
Höjdskräck är en form av fobi.

Alla känsloupplevelser, inklusive rädsla, fyller funktionen att förbereda individen för att agera i enlighet med ett mål. Att känna nyfikenhet får människor att närma sig ett objekt, medan rädsla istället får oss att på olika sätt minska kontakten med det som ger upphov till känslan. Att kunna uppleva rädsla är en viktig del i däggdjurs överlevnad, något som hos människor vanligen utvecklas mellan sex månader och ett års ålder.  Att uppleva rädsla är alltså en viktig motiverande faktor, och rädslan får människor att välja beteenden som uppnår det önskade målet, alltså att reducera obehag. Hur beteendet faktiskt ser ut beror på i vilken kontext individen faktiskt befinner sig.
Rädsla är en adaptiv, till och med nödvändig, reaktion, medan fobier betraktas som en överaktiv rädslorespons. Rädsla får individen att reagera undvikande på något som är potentiellt farligt, och därigenom hindra individen från att skada sig, men fobier medför att individen undviker sådant som egentligen är ofarligt, eller där farligheten kraftigt överskattas.

## Allmän förekomst
Fler kvinnor än män drabbas av ångestsyndrom generellt. Detta gäller även fobier, även om hur mycket större andelen kvinnor är varierar mellan olika studier och beroende på vilken fobi man studerar.
När fobier fick en egen diagnos 1980 i och med tredje upplagan av Diagnostic and Statistical Manual of Mental Disorders (DSM-III) antogs förekomsten av fobier vara ganska blygsam och att det hur som helst inte skapade så stort problem. Större epidemiologiska studier av ångestsyndrom, inklusive fobier, har använt de diagnoskriterier som publicerades i och med DSM-III-R. Tre studier - från USA, Holland och Norge - baserade på dessa kriterier visar ganska enhetliga resultat, både hur stor risken är att insjukna någon gång under livet, så kallad livstidsprevalens, och hur många som lider av sjukdomen vid ett givet tillfälle, så kallad punktprevalens.
Svårigheterna med att komma fram till den sanna förekomsten av fobiska problem visades med en svensk studie från 1999. I studien av social fobi, med diagnoskriterier från DSM-IV, varierade punktprevalensen mellan 1,7 och 20,4 % beroende på hur man tolkade inklusionskriterierna för diagnosen. Med studiens förutbestämda nivåer beräknades 15,6 % av befolkningen lida av social fobi. Svenska förhållanden rörande specifika fobier visade en total punktprevalens för specifik fobi på 19,9 % i en studie utförd 1996.
Senare amerikanska studier, med samma diagnoskriterier som de svenska studierna, har funnit att livstidsprevalensen är 11,3 % för specifik fobi och 13,3 % för social fobi. En norsk studie från 2001 visade snarlika siffror, 14,4 % av befolkningen drabbas av en specifik fobi någon gång under livet, och motsvarande siffra för social fobi var 13,7 %. I den amerikanska studien (av National Institute of Mental Health) visar också att fobier är den vanligaste psykiatriska diagnosen bland befolkningen, vanligare än både diagnoserna depression och missbruk. Det är tydligt att betydligt fler lider av fobier än vad man inledningsvis spekulerade kring, men siffrorna bör alltså betraktas med viss försiktighet på grund av den stora variationen som kan uppstå på grund av tolkningar av inklusionskriterierna.
Studier har vidare visat att olika fobier vanligen debuterar vid olika åldrar.
Specifika fobier rörande djur och naturliga fenomen brukar debutera i barndomen, omkring sju års ålder. Social fobi uppträder vanligen något senare, omkring 15 års ålder och agorafobiska besvär uppkommer vid samma tidpunkt då personer vanligen utvecklar panikångest, mellan 25 och 29 års ålder. Även hur individens egna fobi har uppstått verkar spela roll för debutålder, där modellinlärning (från till exempel föräldrar) har den lägsta debutåldern.

## Orsaker
Skälet till att vissa personer utvecklar fobier anses vara en kombination mellan arv och miljö, det vill säga en biologisk sårbarhet kombinerad med händelser under livet.

Den amerikanska psykologen Martin Seligman presenterade 1971 en teori om hur organismer lär sig att reagera med rädsla när ett specifikt stimulus presenteras. Teorin kombinerar resonemangen om att fobiska reaktioner kan bero på klassisk betingning, att rädsla är en adaptiv reaktion på hotfulla situationer och att det är vanligare med fobiska reaktioner på objekt som har varit ett viktigt inslag i organismens evolution.
Enligt Seligmans teori är vi mer benägna att utveckla rädslor för saker, som potentiellt kunnat hota individens/artens fortlevnad (till exempel ormar eller höga höjder), än saker som varit ofarliga (till exempel blommor) eller saker som är farliga, men som har dykt upp först under den senaste tiden (till exempel skjutvapen).
Seligmans hypotes har bekräftats i ett flertal studier, däribland en studie av Arne Öhman från 1975, där man funnit att det går betydligt snabbare att lära in en rädsla för ormar, jämfört med att lära in en rädsla för hus. För ormar krävdes bara ett tillfälle innan försökspersonen lärt sig associera bilder på ormar med rädsla, men när man försökte göra samma sak med bilder av ett hus så gav inte ens fem tillfällen en särskilt stark koppling till rädsla.

### Ärftlighet
Fobidiagnoser i sig självt betraktas inte som ärftliga, i stället anses det att individer kan ärva riskfaktorer för att utveckla fobier. Studier i ärftlighet problematiseras då det kan vara svårt att avgöra om genetik eller modellinlärning är orsaken till att det finns fler personer med fobi inom samma familj. Vad gäller fobi i kategorin blod-injektion-skada under specifik fobi tycks dock ärftligheten vara tydligare än i andra fobier. I fallet blodfobi har så många som 65 % av fallen en nära släkting med samma diagnos, jämfört med klaustrofobi där samma frekvensen är 5 % och bland djurfobiker är siffran 8 %.

### Biologiska mekanismer

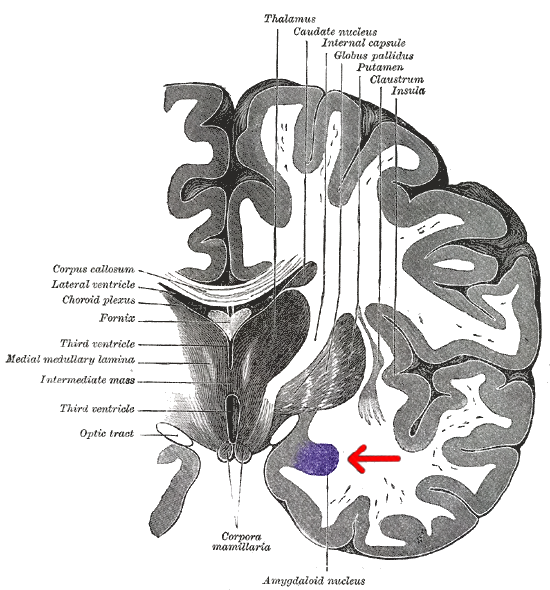
Amygdala, markerad lila på bilden, spelar en stor roll i uppkomsten av rädsla.

Rädsla och andra emotioner är komplexa upplevelser, där flera av hjärnans olika strukturer samverkar och ger ett slutresultat. Det tycks vara så att den mänskliga hjärnan är biologiskt förberedd för att uppleva rädsla i närvaro av vissa faktorer i miljön. Ett sådant exempel är rädsla för höjder, som återfinns hos alla barn utan att detta behövs läras in.
Vissa delar av hjärnan spelar en större roll för uppkomsten av rädsloreaktioner än andra delar, men det finns ett stort samspel mellan strukturer i hjärnstammen, limbiska systemet och övriga delar av hjärnan. Locus coeruleus, en del av hjärnstammen, aktiveras när vi upplever stress till följd av vad som uppfattas som ett hot, och frisätter då noradrenalin. Strukturen är också förbunden med många andra delar av hjärnan, som hjärnbark och amygdala.
Amygdala, en del av det limbiska systemet, är en central komponent i hjärnans hantering av emotionella beteenden i närvaro av hot. Aktivitet i amygdala påverkar bland annat aggressivitet och rädsla. Då amygdala får information direkt ifrån våra sinnen, fungerar strukturen ungefär som en larmstation och underlättar därigenom kvicka och kraftfulla reaktioner på hot från omgivningen.
Amygdala bearbetar hotfulla stimuli via två banor, där den ena banan går till talamus och orsakar en automatisk rädsloreaktion och via en långsammare förbindelse till kortikala strukturer för ytterligare hantering. Det är den långsammare kopplingen till hjärnbarken som medvetandegör upplevelsen, vilket gör att reaktionerna på hot i stor utsträckning kan vara omedvetna.
Fenomenet har undersökts bland annat med hjälp av funktionell magnetresonanstomografi (fMRI) på personer med fobisk rädsla. I experiment har bilder på ett stimulus som försökspersonen fruktar presenterats så pass snabbt att det inte finns någon medveten upplevelse att ha observerat bilden. Man har då sett att amygdala aktiveras även vid så pass korta exponeringar att personen inte är medveten om att objektet finns i närheten; en omedelbar reaktion på hot ses som en evolutionär fördel.
Amygdala är också involverat när vi urskiljer ansiktsuttryck och precis som med andra hot så aktiveras mekanismerna snabbare av ett argt ansikte än ett neutralt eller glatt ansikte.

### Psykologiska mekanismer
Det finns ett antal olika mekanismer som påverkar att en rädsla utvecklas till en fobi. Gemensamt för dessa är att det krävs någon typ av inlärning, även om inlärningsmekanismen kan se olika ut för olika personer.

#### Klassisk betingning
Vid klassisk betingning utgår man från en reflex (alltså en reaktion som inte direkt går att kontrollera med viljan), som är kopplad till en stimulus, t. ex. salivutsöndring till matlukt/smak.
Genom att upprepade gånger presentera denna ursprungliga stimulus tillsammans med en från början neutral stimulus (ljudet av en klocka som ringer) kommer man så småningom kunna utlösa reflexen genom att bara presentera den från början neutrala stimulusen. Begreppet präglades av Ivan Petrovitj Pavlov, en rysk beteendeforskare, som bl. a. gjorde detta experiment med hundar.
En organism kan t. ex. utveckla rädsla för ett objekt genom klassisk betingning. En välkänd studie rörande detta utfördes 1920 av John B. Watson och Rosalie Rayner vid Johns Hopkins University. I studien, som kallas ”Little Albert”, fick den elva månader gamla Albert en vit råtta placerad bredvid sig. Albert reagerade först med nyfikenhet, och visade inget tecken på rädsla. När Albert senare sträckte sig efter råttan för att röra den så skapade Watson och Rayner ett högt ljud genom att slå med en hammare på ett metallrör. Det höga ljudet gjorde Albert rädd och han började gråta. Efter det att råttan presenterats tillsammans med det höga ljudet vid ytterligare några tillfällen började Albert gråta och visa tecken på rädsla så fort han fick syn på råttan.
Studien av Albert rör klassisk betingning, där en obehaglig upplevelse kopplas till ett neutralt objekt. Resultat skulle i det här fallet kallas specifik fobi, alltså att Albert reagerar med kraftig rädsla när han ser en råtta. Ett mer vardagligt exempel, där samma principer är inblandade, kan vara då ett smärtsamt getingstick gör personen räddare för getingar.

#### Operant betingning

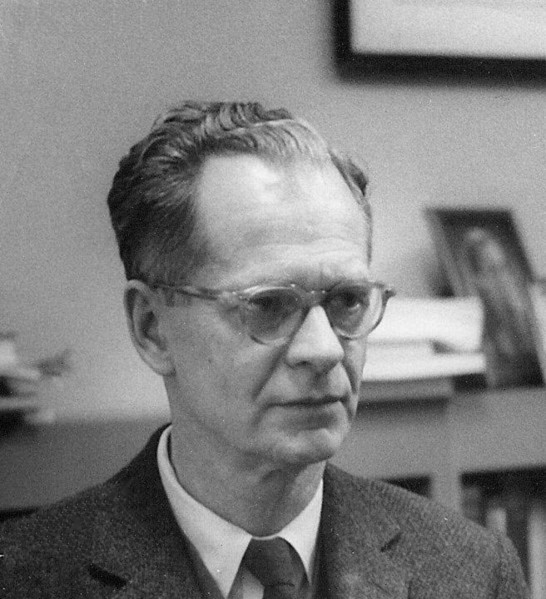
B.F. Skinners forskning rörde främst inlärningspsykologiska mekanismer.

Med operant betingning menas att en organism har ett visst beteende ("är operant") och att beteendet styrs av konsekvenser som tidigare har följt det beteendet. Detta är en viktig del i vidmakthållandet av det undvikande som görs för att slippa komma i kontakt med stimulit som ger upphov till rädslan. Om en ormfobiker stöter på en orm i en park så kommer personen sannolikt att sluta med att uppsöka parker eftersom detta resulterade i mycket obehag. I psykologitermer skulle detta kallas för positivt straff. Till skillnad från klassisk betingning handlar operant betingning alltså om ett beteende som man kan (och i regel gör) kontrollera med viljan.

#### Inlärningsfaktorer
Det finns fyra olika varianter av inlärning som kan leda till en utveckling av fobisk rädsla. Den första, och mest självklara, är genom direkt erfarenhet. Här upplever individen riktig fara eller smärta i kontakt med det objekt för vilket fobin utvecklas, till exempel att bli biten av en hund och sedan utveckla en fobi för hundar. Det andra sättet är att uppleva ett falskt larm, i det här fallet en panikattack, i samband med objektet. Här tolkar individen en egentligen ofarlig situation som väldigt farlig och sammankopplar detta med objektet. Individer kan också lära sig fobiska beteenden genom att observera andra människor. Att se en individ, särskilt en nära familjemedlem, agera med rädsla i närheten av ett objekt är en stark grund för modellinlärning. Ytterligare ett sätt att utveckla fobi är att få något berättat för sig. I litteraturen finns fall beskrivna där en patient med ormfobi aldrig hade sett en orm i verkligheten, utan hade byggt upp sin fobi genom att fått höra många varningar under sin uppväxt.
Social fobi och agorafobi anses allmänt ha mer komplexa uppkomstmekanismer än specifik fobi, men även här tänker man sig att en biologisk sårbarhet i kombination med livshändelser gör att vissa personer utvecklar fobierna. Även här behövs någon typ av inlärning för att utveckla fobin.

## Kliniska fobier

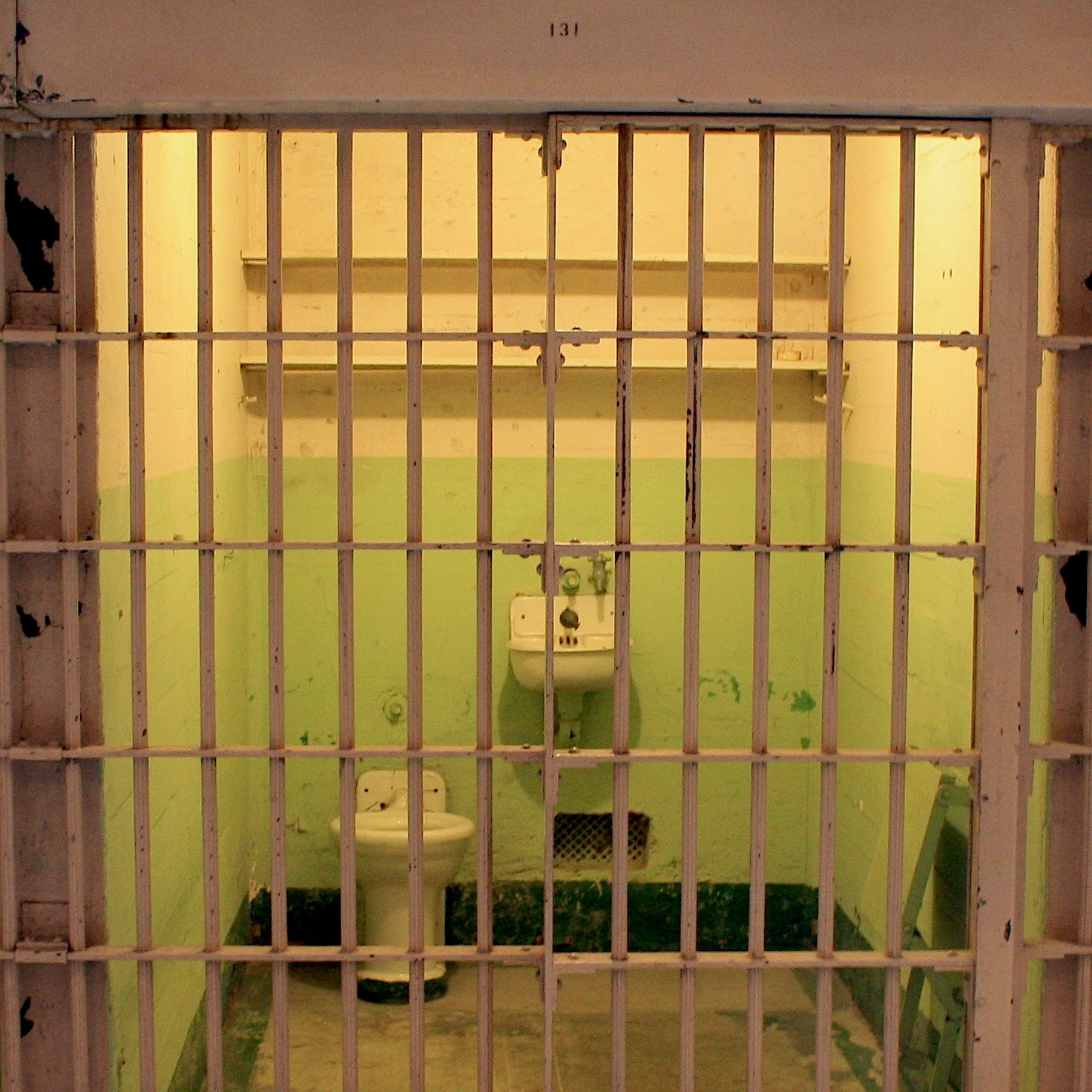
Klaustrofobi, eller cellskräck, är en irrationell rädsla för att bli instängd. Här en bild från Alcatraz i San Francisco, USA.

Diagnostic and Statistical Manual of Mental Disorders, fjärde utgåvan (DSM-IV), sorterar social fobi, specifik fobi och agorafobi under kategorin ångestsyndrom, tillsammans med bland annat posttraumatiskt stressyndrom och tvångssyndrom. Med ångestsyndrom menas ett tillstånd som karakteriseras av avsevärt förhöjda upplevelser av ångest och rädsla.
Gemensamt för de tre olika typerna av fobi är att diagnosen kan sättas då individen lider av en uttalad och bestående rädsla, som på olika sätt stör det dagliga livet. En viktig del i diagnosen är också att personen försöker undvika situationen eller objektet som ger upphov till rädslan så långt det är möjligt, och att när undvikandet av ett eller annat skäl förhindras så uthärdas situationen under intensiv ångest. När det handlar om vuxna individer ska personen också ha insikt om att rädslan är överdriven eller orimlig.
Kliniska fobier varierar i svårighetsgrad, där vissa i kontakt med stimulit kan uppleva fullfjädrade panikattacker, med tillhörande fysiologiska symptom, medan andra inte uppvisar en lika stor rädsla. Enligt den kognitiva modellen, till grund för kognitiv beteendeterapi, är individens rädslor för vad som riskerar att hända i kontakt med stimulit, vad som brukar kallas katastroftankar, en central del i vad som vidmakthåller problematiken.
Fobier indelas i tre kategorier:

### Social fobi
Rädsla som involverar andra människor eller sociala situationer kallas för social fobi. Sociala fobier kan vidare delas in i dels den generella sociala fobin, och dels specifika sociala fobier, vilka är fall av ångest som triggas i speciella situationer. Den specifika sociala fobin brukar i regel vara ett mildare tillstånd än den generella varianten, men det är dock vanligt att individen lider av båda generell och specifik social fobi samtidigt. Exempel på specifik social fobi är när personen upplever problem då man till exempel ska hålla ett föredrag, eller när man äter i närvaro av andra människor. Symptomen kan förlängas till psykosomatiska manifestationer av fysiska problem. Till exempel, personer som lider av paruresis har svårt att urinera i reducerade nivåer av avskildhet.

### Specifik fobi
Specifika fobier - innefattar fem undergrupper baserat på vad som utlöser rädslan. Kategorierna är djur (ormar, fåglar), naturlig miljö (höjder, åska) blod-injektion-skada (blodprover, sprutfobi), situationella omständigheter (att flyga, små utrymmen) samt övriga (att kräkas, sjukdomar). Den specifika fobin kan röra sådant som upplevs som obehagligt av många människor, som att befinna sig på hög höjd, men också sådant som vanligen betraktas som ofarligt, som att svälja. Under behandling av specifika fobier kan den drabbade individen i många fall beskriva en utlösande händelse, som att ha blivit stucken av en geting och sedan utvecklat en fobi för getingar.

#### Blod-injektion-skada
Fobier för blod, att få injektioner, skador och liknande skiljer sig på några väsentliga sätt från andra fobier. Dels finns bevis som tyder på en starkare ärftlighet för denna typ av fobi, men också symptom och behandling är annorlunda jämfört med andra fobier. Det är vanligt att personer som lider av agorafobi och andra fobier rapporterar en rädsla för att svimma i kontakt med stimulit som personen är rädd för, men faktiska svimningar är extremt ovanligt.
 Fobiker som är rädda för blod svimmar dock i hög utsträckning vid blodprover och dylikt. Detta beror på ett kraftigt blodtrycksfall där hjärnan inte längre får tillräcklig blodtillförsel. Sannolikt beror reaktionen på att en blodtryckssänkning medför att personer som blöder tappar mindre blod, och att denna reaktion blir överaktiv och aktiveras även vid synen av blod.
Den behandling som särskiljer den här typen av fobi kallas tillämpad spänning, går ut på att individen får lära sig att spänna muskler inför blodprov och dylikt, för att förhindra blodtrycksfallet som orsakar svimningarna. Tillämpad spänning har i studier visat sig effektiv som behandling.

### Agorafobi

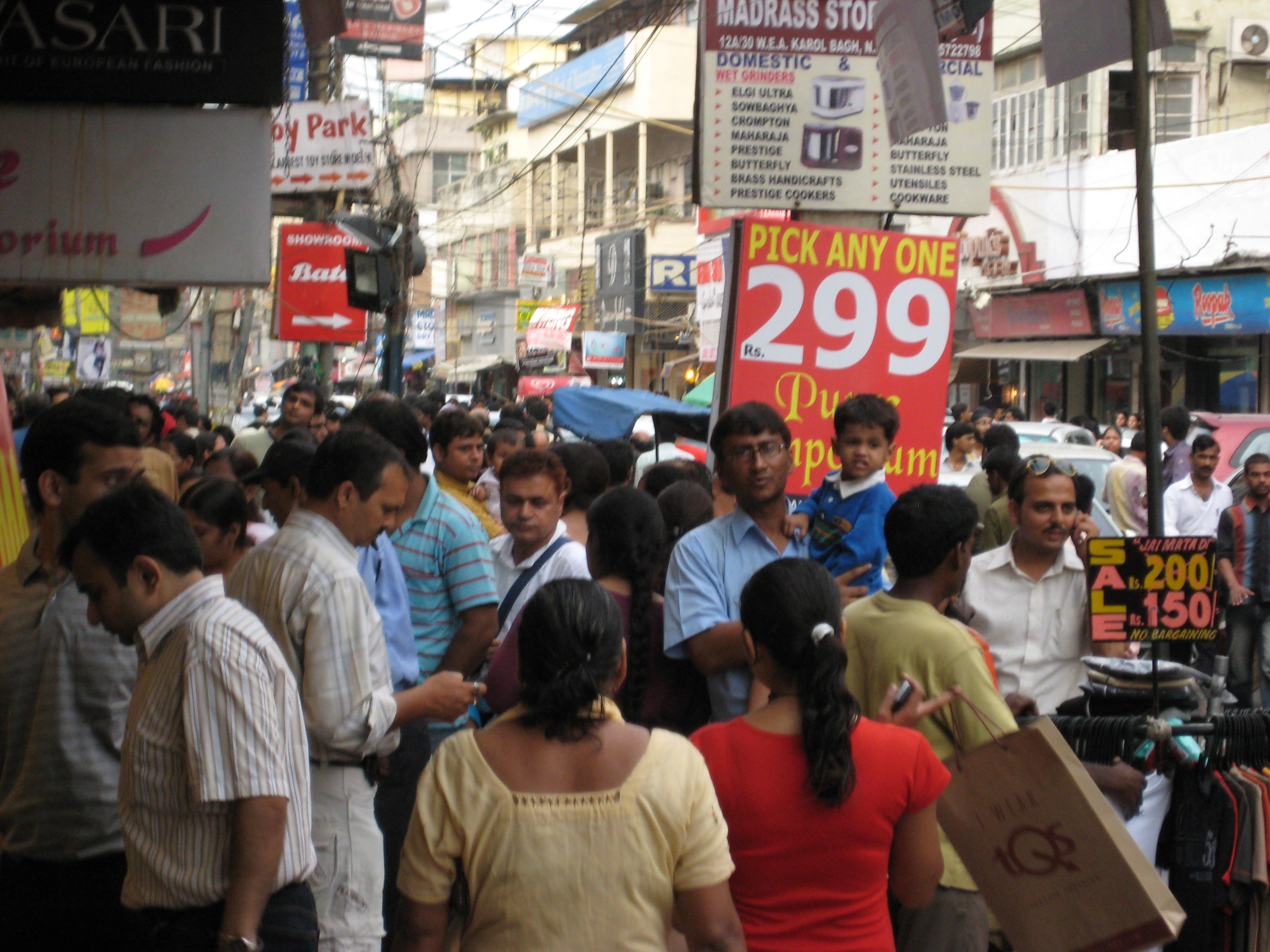
Befolkade offentliga platser, speciellt under trängsel, kan vara ångestframkallande för den som lider av agorafobi. Här en bild från Karol Bagh i Delhi, Indien.

Agorafobi, även kallat torgskräck, är en diagnos som är starkt sammankopplad med panikångest. I de nuvarande diagnoskriterierna benämns inte agorafobi som en helt egen diagnos, utan det heter istället "Paniksyndrom med agorafobi" eller "Agorafobi utan anamnes på paniksyndrom". Skälet till den stora kopplingen mellan paniksyndrom och agorafobi baserar sig på studier från 90-talet utförda av David Barlow och Michelle Craske. Bevisen från studierna stöder tesen att agorafobi snarare är ett undvikande till följd av panikattacker snarare än en egen diagnos. Varianten som rent diagnosmässigt är frikopplad från panikattacker betraktas snarast som att personer som inte längre lider av panikattacker vidmakthåller samma typ av undvikande som då de fortfarande upplevde panikattacker.
Agorafobi rör i allmänhet rädsla förknippade med att befinna sig på platser som det är svårt eller genant att avlägsna sig ifrån. Detta kan handla om att befinna sig i en bilkö, att vara på en restaurang eller att på andra sätt befinna sig bland många människor.

### Barnfobier
Ångestsyndrom och fobier finns även hos barn. Det är dock viktigt att man vid misstänkta fobier hos barn håller sig påmind om normala rädslor som barn upplever. Bland dessa finns det faktum att små barn upp till två års ålder uppvisar normalt en stark rädsla för höga ljud och främlingar. Från tre års ålder börjar barn uppleva rädslor för monster och andra saker som rör imaginära varelser, en typ av rädslor kan hålla i sig under många år utan att detta behöver betraktas som en fobi. Även barn kan effektivt behandlas med till exempel exponeringsbehandling.

## Behandling
Det finns idag effektiv behandling för alla former av fobi, men stödet i forskningen skiljer sig åt mellan olika fobityper och olika behandlingsformer. Generellt kan ändå sägas att det starkaste forskningsstödet för långsiktig förbättring innebär att patienten på olika sätt får hjälp att närma sig objektet som ger upphov till rädslan, så kallad exponeringsbehandling. Vanligen ges denna i form av kognitiv beteendeterapi, där patienten, med terapeutens hjälp, stegvis närmar sig objektet som patienten är rädd för. Denna behandlingsfilosofi gäller oavsett om patienten lider av en specifik fobi eller social fobi.

### Psykologisk behandling
Det saknas kontrollerade studier som visar att psykodynamisk behandling har effekt vid fobibehandling. Det psykologiska behandling som är utvärderad och studerad är olika former av kognitiv beteendeterapi. Kognitiv beteendeterapi är ett brett begrepp som infattar många olika typer av interventioner, men för fobibehandling kan ändå sägas att en enhetlig modell ligger till grund för denna typ av behandling. Enligt modellen är det patientens undvikande av objektet eller situationen som vidmakthåller den fobiska rädslan. Eftersom patienten effektivt kan reglera sina ångestkänslor genom att på olika sätt undvika objektet, så får patienten inte chans att uppleva att ångesten kommer att avta av sig själv om personen stannar kvar vid det objekt som ger upphov till rädslan. Genom att uppleva en ångestminskning i närhet av objektet som ger upphov till reaktionen så utmanas patientens katastroftankar och negativa antaganden som ligger till grund för fobin. När patienten inte längre tror att den fruktade konsekvensen kommer att inträffa, och därigenom kan agera normalt i kontakt med objektet eller i situationen, kan behandlingen avslutas. 

Vid den gradvisa exponering utsätts patienten för ångestframkallande situationer successivt (e.g. att på olika sätt närma sig objektet som ger upphov till rädslan) och uppmuntras att inte fly från det som ger upphov till ångesten. Genom att uppleva en förändring som kan betraktas som en markant ångestreduktion ses patienten som redo att gå vidare till nästa steg, men det är alltså inte nödvändigt att patienten är helt ångestfri innan nästa steg tar vid.

#### Ensessionsbehandling
Ensessionsbehandlingen utvecklades under 80-talet av Lars-Göran Öst vid Stockholms universitet. Den här typen av korta behandlingar, där hela behandlingen utförs över en enda session på max tre timmar, används främst när patienten lider av specifika fobier. Ensessionsbehandlingar gör vanligen att patienten upplever höga nivåer av ångest, vilket gör det viktigt att patienten ändå upplever att han eller hon har en hög nivå av kontroll över situationen och känner förståelse för processen. Även här är det viktiga med behandlingen är att patienten får ny kunskap som korrigerar katastroftanken som fobin kretsar kring.

### Farmakologisk behandling

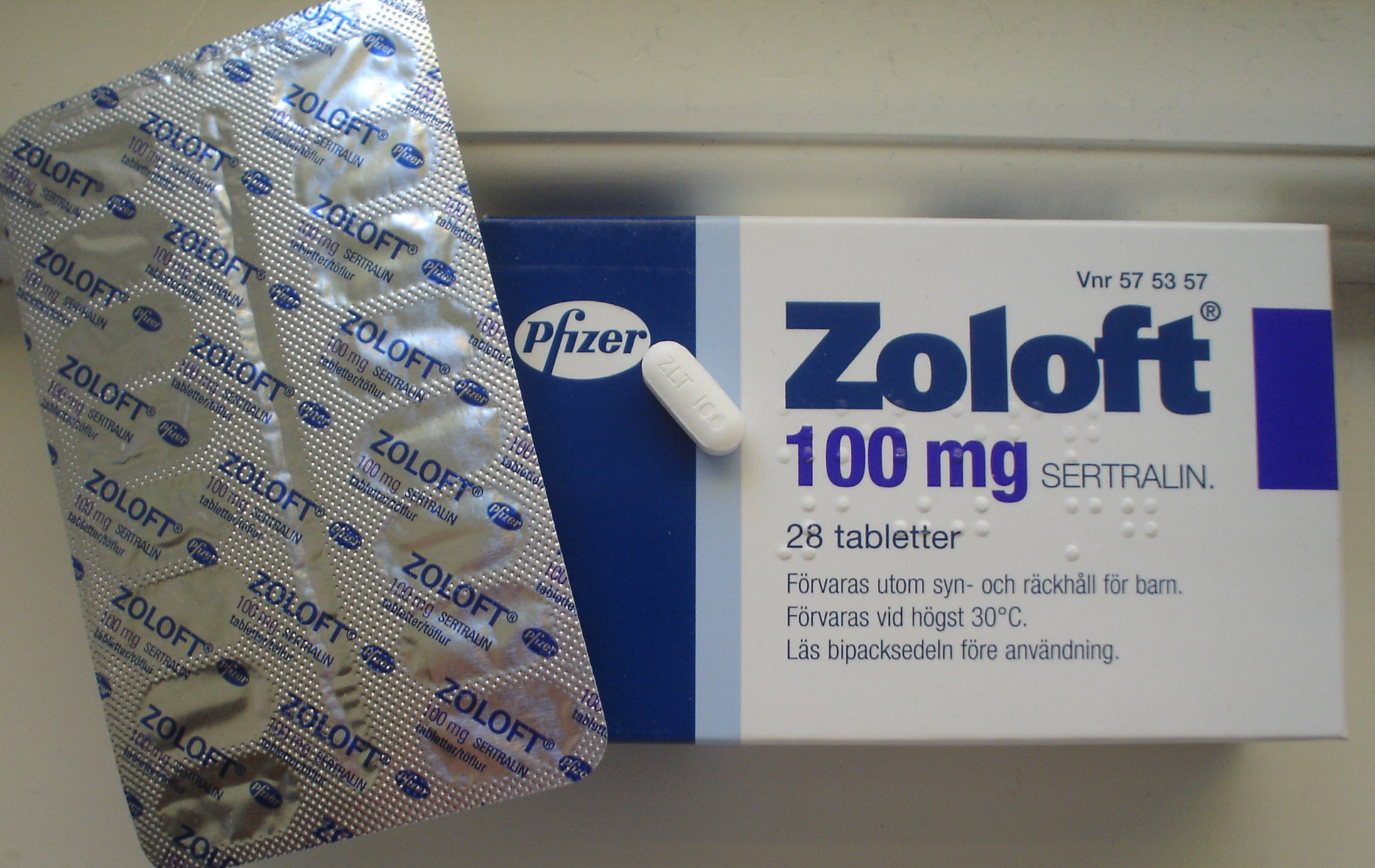
Social ångest behandlas ibland med SSRI-preparat.

Ett antal olika läkemedelsbehandlingar har utvärderats för behandling av fobier.
Vid specifik social fobi används betablockerare ibland som farmakologisk behandling. Detta dämpar fysiologiska symtom, som svettningar och hjärtklappning, vilket ibland kan vara tillräckligt för att aktiviteten ska kunna genomföras.
Antidepressiva medel kan användas vid genomgripande social ångest, där preparatet inledningsvis tas under 8-12 veckor. Ångestlindrande medicin i form av bensodiazepiner skrivs ut i undantagsfall, till exempel vid flygfobi (som av logistiska skäl kan vara besvärlig att behandla). Det går inte att kombinera en beteendeinriktad exponeringsbehandling med ångestdämpande medicinering, där en av de viktiga lärdomarna är upplevelsen av att ångestkänslorna kommer och går. Beteendefokuserad behandling utgår alltså ifrån att personen ska uppleva ett visst mått av ångest för att sedan uppleva en minskning av ångestkänslorna, där stimulit som ger den fobiska reaktionen fortfarande är närvarande. Får personen ingen ångest på grund av att han eller hon tar en lugnande medicin uppnås ingen effekt med beteendebehandlingen.

## Ett psykodynamiskt perspektiv
Behandlingar och diagnoser som beskrivits ovan utgår från vad som används praktiskt i klinisk verksamhet. Det innebär att diagnosbeskrivningar är hämtade från DSM-IV-TR och från ICD-10, två uppsättningar kliniska beskrivningar som är tämligen homogena, samt att hypoteser om orsaker är hämtad från den kliniska forskning som finns publicerad.
Vad gäller det som den psykodynamiska litteraturen kategoriserar som ”enkel/inlärd fobi”, motsvarande specifik fobi, så finns en överensstämmelse mellan de båda inriktningarna; beteendeinriktad exponeringsbehandling är det som är att föredra. Förutom just denna diagnos är synen på fobier, och vilken typ av behandlingen som bör ges, tämligen olika mellan de två perspektiven.
Ett exempel på detta är neurotisk fobi, i DSM-systemet närmast motsvarat av social fobi, som i den psykodynamiska litteraturen beskrivs som ett tillstånd av klart symbolisk mening. Med detta menas att individen omedvetet förlägger en mycket smärtsam konflikt, vanligen rörande sexualitet eller relationer, på vissa andra platser eller andra situationer än där den sanna konflikten finns. Genom att undvika den nya situationen så slipper individen den egentliga ångest som han eller hon annars hade behövt bemöta.

Mer och mer psykodynamisk forskning utförs, även om det hittills inte publicerats någon stor mängd artiklar rörande fobidiagnoser.

## Historia
Ordet fobi har sitt ursprung i den grekiska mytologin. Krigsguden Ares har två söner, där Deimos var guden av skräck och rädsla, och hans tvillingbror Phobos guden för panik och flykt. I engelskspråkig litteratur ses ordet fobi för första gången användas 1547, då som hydrofobi kopplat till rabies. 
I svenskan dyker ordet upp i tryckt form för första gången 1896 i Bror Gadelius "Om tvångstankar och dermed besläktade fenomen". Nordisk familjebok placerar fobi tillsammans med tvångstankar under neurasteni, och den drabbade rekommenderas att vila och ha en stärkande diet.
Begreppet kommer till användning inom psykiatrin på allvar i Sigmund Freuds fallbeskrivning av ”Lille Hans”, vars namn i den engelska publiceringen är Analysis of a Phobia in a five-year-old boy (1909). Pojken i analysen, i verkligheten sonen till en av Freuds vänner, utvecklar en rädsla för hästar, och som därefter behandlas enligt psykoanalytisk teori. Istället för att lägga särskilt stor vikt vid det faktum att Hans vid två tillfällen blivit skrämd av hästar så antas roten till hans rädsla för hästar bero på att han är rädd för sin far eftersom han är så fäst vid sin mor. Kopplingen till hästar beror, enligt Freud, på att både fadern och hästar har större könsorgan än Hans. Den rädsla som Hans uppvisar betraktas som symboler för andra omedvetna underliggande tillstånd.
Första och andra upplagan av Diagnostic and Statistical Manual of Mental Disorders, utgivna 1952 respektive 1968, tar upp fobier. I dessa utgåvor behandlas fobier inte som egna diagnoser, som till exempel psykoser och manodepressivitet, utan det kategoriseras istället under begreppet neuroser. Med neuroser menas förhållandevis lindriga psykiska sjukdomar, ett tillstånd av förhöjd ångest där den drabbade har sjukdomsinsikt. I den andra upplagan finns också ett antagande om det fobiska tillståndet, där man, precis som Freud, betraktar den fobiska rädslan som ett uttryck för omedvetna rädslor som förläggs på ett annat objekt eller på någon annan situation.
I och med den tredje upplagan (DSM-III) sker en stor förändring, inte bara för fobier, utan för psykiatriska diagnoser i allmänhet. Den nya synen på psykiatriska diagnoser syns tydligt i fallbeskrivningar som tas upp i DSM-III-R casebook från 1989, där Freuds "lilla Hans" är ett av fallen som behandlas. Rädslorna som Hans upplever för hästarna betraktas här inte längre som omedvetna konflikter, utan istället ses problemet vara en tämligen lättförklarlig ”enkel fobi”.

## Överförd betydelse
Efterleden -fobi och -fob används i överförd betydelse i icke-medicinsk eller icke-psykologisk mening, exempelvis i kriminalstatistik som motiv till olika hatbrott, eller i politiska och sociologiska sammanhang som etikett på åsiktsriktningar. Innebörden är då fruktan och avsky för, samt fördomar, hat och fientlighet mot, en specifik grupp människor. Vanliga exempel på sådanna begrepp är homofobi (fientlighet mot homoxuella), xenofobi (främlingsfientlighet), islamofobi (fördomar mot och konspirationsteorier om muslimer eller islam) samt germanifobi och russofobi (fördomar och motvilja mot allt tyskt respektive ryskt). Motsatsen är efterledet -fil, det vill säga kärlek till, böjelse eller vänskap för en grupp, exempelvis germanofil.
Ordet fobi kan också avse andra kliniska tillstånd än rädsla. Till exempel kan termen fotofobi användas för att definiera en fysisk åkomma (dvs. en motvilja mot ljus på grund av inflammerade ögon eller orimligt vidgade pupiller) och behöver inte nödvändigtvis betyda rädsla för ljus.[källa behövs]

### Förklarande noter och citat
1. ↑  Från DSM-III: A study of the general population in a small city found that approximately 0.5% of the population had Agoraphobia at some time ; Social phobia: The disorder is apparently relatively rare. ; Simple Phobias may be common; but since they rarely result in marked impairment, individuals with Simple Phobia rarely seek treatment.